# Meeker County
Das Meeker County ist ein County im US-amerikanischen Bundesstaat Minnesota. Im Jahr 2020 hatte das County 23.400 Einwohner und eine Bevölkerungsdichte von 14,9 Einwohnern pro Quadratkilometer. Der Verwaltungssitz (County Seat) ist Litchfield.

## Geografie
Das County liegt etwas südlich des geografischen Zentrums von Minnesota. Es hat eine Fläche von 1671 Quadratkilometern, wovon 95 Quadratkilometer Wasserfläche sind.
Im Norden wird das County vom North Fork Crow River und im Süden vom South Fork Crow River durchflossen, die sich im westlich benachbarten Wright County zum Crow River vereinigen.
An das Meeker County grenzen folgende Nachbarcountys:
|                  | Stearns County |               |
| Kandiyohi County |                | Wright County |
| Renville County  |                | McLeod County |

## Geschichte
Das Meeker County wurde am 23. Februar 1856 aus Teilen des nicht mehr existenten Davis County gebildet. Benannt wurde es nach Bradley B. Meeker, einem beisitzenden Richter am Obersten Gerichtshof von Minnesota.

## Demografische Daten

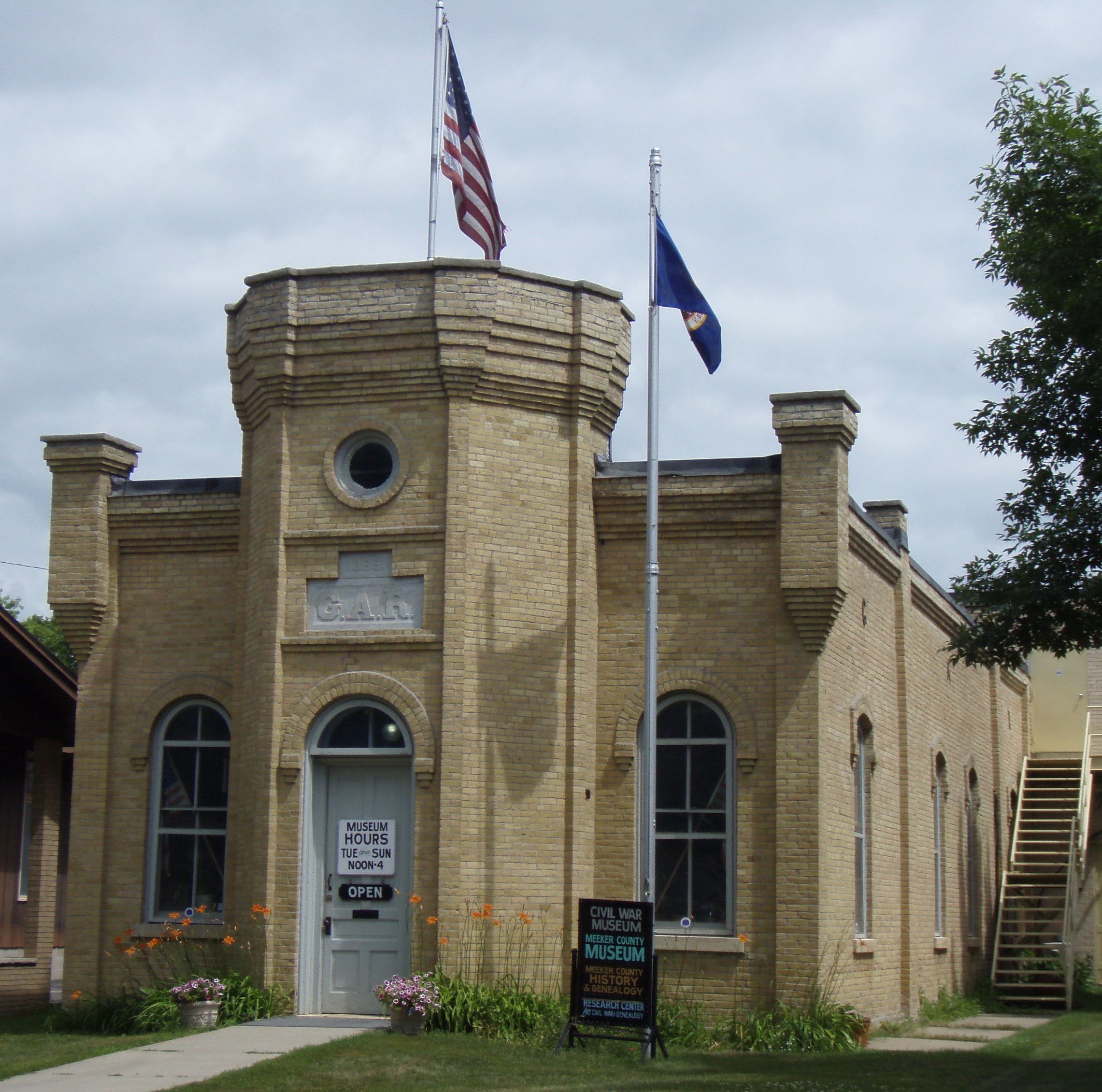
Die Grand Army of the Republic Hall gelistet im NRHP

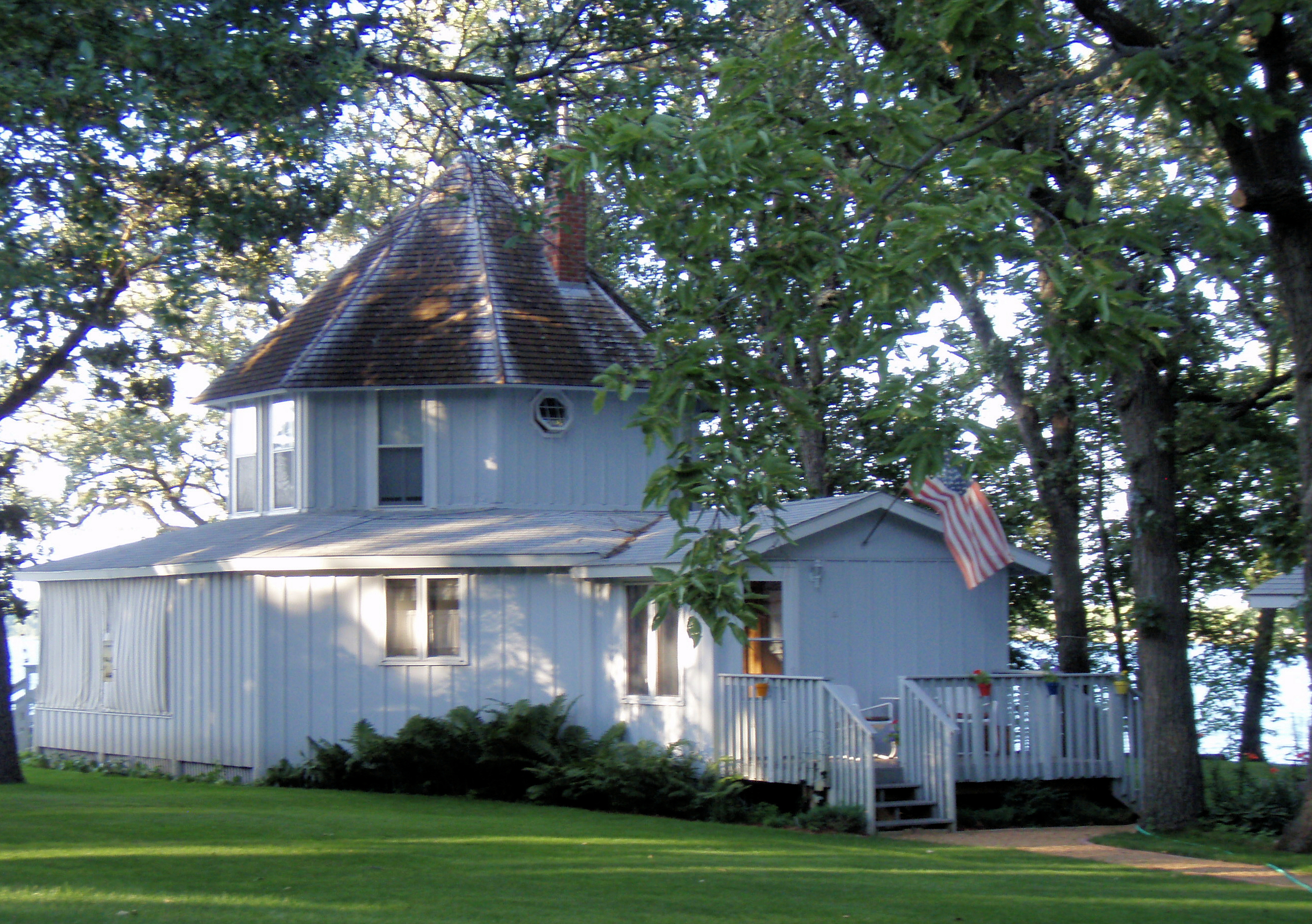
Brightwood Beach Cottage, gelistet im NRHP

Nach der Volkszählung im Jahr 2010 lebten im Meeker County 23.300 Menschen in 9400 Haushalten. Die Bevölkerungsdichte betrug 14,8 Einwohner pro Quadratkilometer. In den 9400 Haushalten lebten statistisch je 2,44 Personen.
Ethnisch betrachtet setzte sich die Bevölkerung zusammen aus 98,3 Prozent Weißen, 0,4 Prozent Afroamerikanern, 0,2 Prozent amerikanischen Ureinwohnern, 0,3 Prozent Asiaten, 0,1 Prozent Polynesiern sowie aus anderen ethnischen Gruppen; 0,6 Prozent stammten von zwei oder mehr Ethnien ab. Unabhängig von der ethnischen Zugehörigkeit waren 3,3 Prozent der Bevölkerung spanischer oder lateinamerikanischer Abstammung.
25,0 Prozent der Bevölkerung waren unter 18 Jahre alt, 58,1 Prozent waren zwischen 18 und 64 und 16,9 Prozent waren 65 Jahre oder älter. 49,2 Prozent der Bevölkerung war weiblich.

Das jährliche Durchschnittseinkommen eines Haushalts lag bei 51.929 USD. Das Pro-Kopf-Einkommen betrug 24.766 USD. 9,4 Prozent der Einwohner lebten unterhalb der Armutsgrenze.

## Ortschaften im Meeker County
Citys
| - Cedar Mills - Cosmos - Darwin | - Dassel - Eden Valley1 - Grove City | - Kingston - Litchfield - Watkins |

Unincorporated Community
- Rosendale

1 – teilweise im Stearns County

## Gliederung
Das Meeker County ist neben den neun Citys in 17 Townships eingeteilt:
| Township             | Einwohner (2010) | FIPS     |
| -------------------- | ---------------- | -------- |
| Acton Township       | 375              | 27-00154 |
| Cedar Mills Township | 460              | 27-10486 |
| Collinwood Township  | 1113             | 27-12628 |
| Cosmos Township      | 228              | 27-13438 |
| Danielson Township   | 295              | 27-14698 |
| Darwin Township      | 681              | 27-14860 |
| Dassel Township      | 1526             | 27-14896 |
| Ellsworth Township   | 848              | 27-18818 |
| Forest City Township | 653              | 27-21734 |

| Township                | Einwohner (2010) | FIPS     |
| ----------------------- | ---------------- | -------- |
| Forest Prairie Township | 972              | 27-21842 |
| Greenleaf Township      | 676              | 27-25730 |
| Harvey Township         | 374              | 27-27440 |
| Kingston Township       | 1256             | 27-33362 |
| Litchfield Township     | 832              | 27-37466 |
| Manannah Township       | 604              | 27-39698 |
| Swede Grove Township    | 400              | 27-63832 |
| Union Grove Township    | 633              | 27-66226 |